# 都士良
都士良（法語：Bishop Jean-Baptiste-Hippolyte Sarthou, C.M.，1840年4月24日-1899年4月13日）遣使会会士，罗马天主教主教。
1883年4月24日，都士良生于法国，1866年5月27日成为遣使会神甫。1885年1月6日（44岁）任直隸西南代牧区宗座代牧。同年4月26日祝圣。1890年6月6日调任直隸北境代牧区宗座代牧。1899年4月13日逝世，年58岁。